# Ilqar Müşkiyev
Ilqar Müşkiyev (azerbajdzjanska: İlqar Müşkiyev), född 5 oktober 1990, är en azerisk judoka.